# 勒普莱西弗欧苏
勒普莱西弗欧苏（法語：Le Plessis-Feu-Aussoux，法語發音：[lə plɛsi fø osu] ⓘ）是法国塞纳-马恩省的一个市镇，属于普罗万区。

## 地理
勒普莱西弗欧苏（48°43'1"N, 3°1'59"E）面积5.59 平方千米，位于法国法蘭西島大區塞纳-马恩省，该省份为法国北部内陆省份，北起瓦兹省，西接埃松省、马恩河谷省、塞纳-圣但尼省和瓦兹河谷省，南至卢瓦雷省，东南接约讷省，东临马恩省和奥布省，东北接埃纳省。
与勒普莱西弗欧苏接壤的市镇（或旧市镇、城区）包括：图坎、布里地区沃杜瓦、万勒。
勒普莱西弗欧苏的时区为UTC+01:00、UTC+02:00（夏令时）。

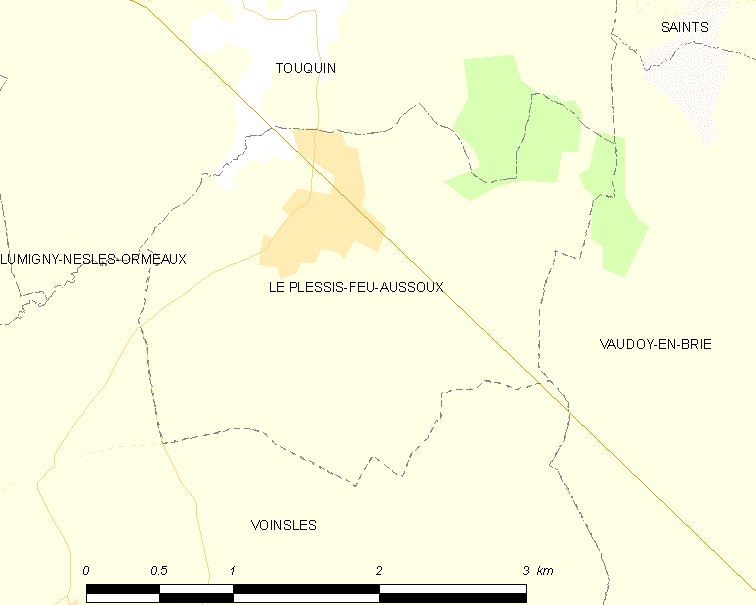
勒普莱西弗欧苏的OSM定位图

## 行政
勒普莱西弗欧苏的邮政编码为77540，INSEE市镇编码为77365。

## 政治
勒普莱西弗欧苏所属的省级选区为丰特奈-特雷西尼县。

## 人口

1962-2008年间勒普莱西弗欧苏人口变化图示

勒普莱西弗欧苏于2022年1月1日时的人口数量为606人。